# Oldenbosch
Oldenbosch is een kleine onbebouwde wierde in de Nederlandse gemeente Eemsdelta in het noorden van de provincie Groningen. De wierde ligt even ten noordoosten van Holwierde, aan een doodlopend weggetje vanaf Nansum.

## Boerderij Oldenbosch
Even ten zuiden van de wierde staat een boerderij met de naam Oldenbosch. Deze boerderij werd in 2007 gerestaureerd, waarbij bleek dat de boerderij veel ouder is dan eerder werd gedacht. De boerderij bevat ankerbalkgebinten waarvoor de bomen rond 1560 zijn gekapt. Dergelijke gebinten komen in dit deel van Groningen nauwelijks voor. Vermoedelijk vormden ze oorspronkelijk onderdeel van een Fries langhuis met topgevels en met in steensponningen gevatte luiken en vensters met glas in loodramen. Een kaart uit 1722 toont dat de boerderij toen reeds een Friese schuur had. In de oude gevel bevinden zich muurankers met het jaartal 1741, die waarschijnlijk verband houden met een verbouwing van het voorhuis, dat toen waarschijnlijk houten kozijnen en schuiframen kreeg om meer licht in het huis te krijgen en een betere luchtverversing te bewerkstelligen. Muurankers in de voorgevel met het jaartal 1851 wijzen waarschijnlijk op een latere verbouwing waarbij de boerderij haar huidige aanzicht kreeg met empire-ramen. Daarbij werd ook een nieuwe halfsteensmuur voor de oorspronkelijke middeleeuwse gevel geplaatst. De oude gevel werd toen voorzien van een wolfseind. Begin 20e eeuw werd de Friese schuur link met 10 m en werd aan kleinere bij schuur aangebouwd. De boerderij raakte net als veel andere boerderijen en omtrek zwaar beschadigd bij de bevrijding van Delfzijl in 1945, toen de Batterie Nansum de Canadezen in en rond Holwierde beschoot. Na de oorlog werden boerderij hersteld.De boerderij werd in 1999 gekocht door de Stichting Het Woonhuismonument en vervolgens in 2007 gerestaureerd.
Het interieur van de boerderij bestaat uit een grote en een kleine kamer met ernaast een hal. In deze hal bevindt zich een kastenwand met een laat 19e-eeuwse beschildering. In de kleine kamer bevindt zich een houten empire-schouw, die oorspronkelijk gemarmerd was. De grote kamer bevat enkele bedsteden. Een van de wanden in de grote kamer was oorspronkelijk in houtimitatie geschilderd met neoclassicistische motieven van rond 1800. Tegen de voorgevel staat aan schouw, die op de boezem een schildering heeft van een dorpsgezicht met eromheen een beschildering in houtimitatie die eveneens uit rond 1800 dateert. Onder deze beschildering zit echter een oudere beschildering, die mogelijk uit het verbouwingsjaar 1741 dateert.

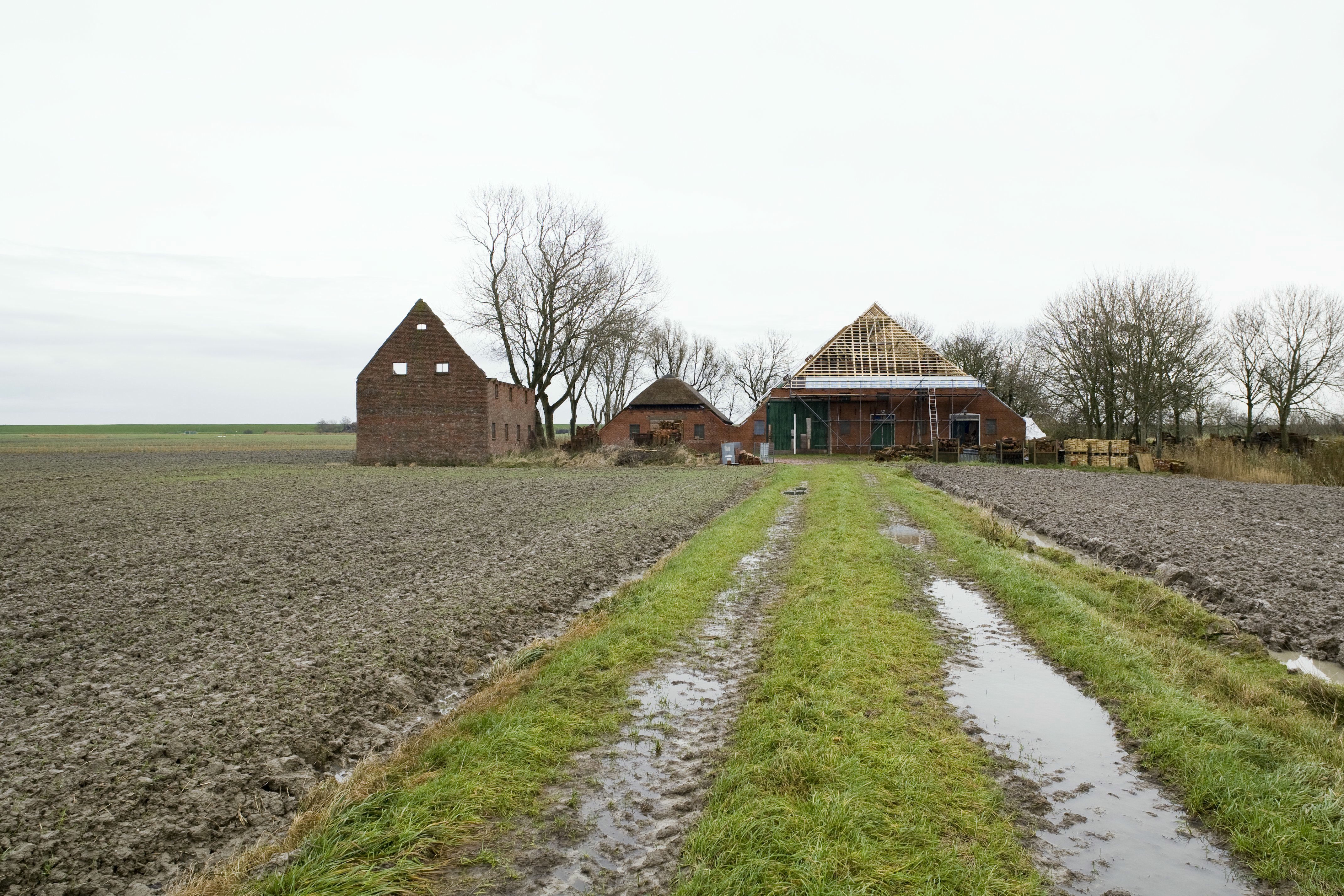
Oprit tijdens de restauratie in 2007
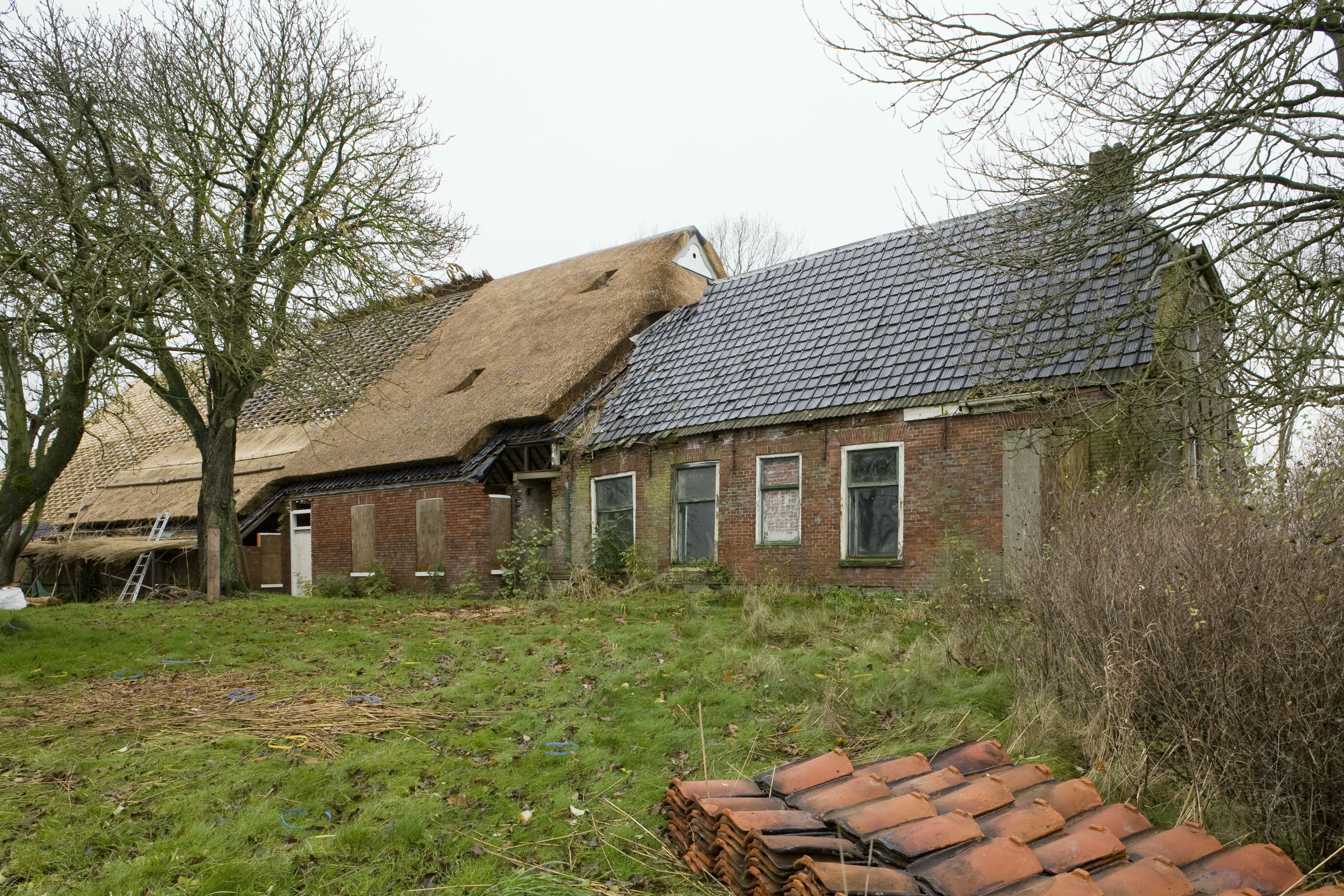
Vooraanzicht van de boerderij tijdens de restauratie
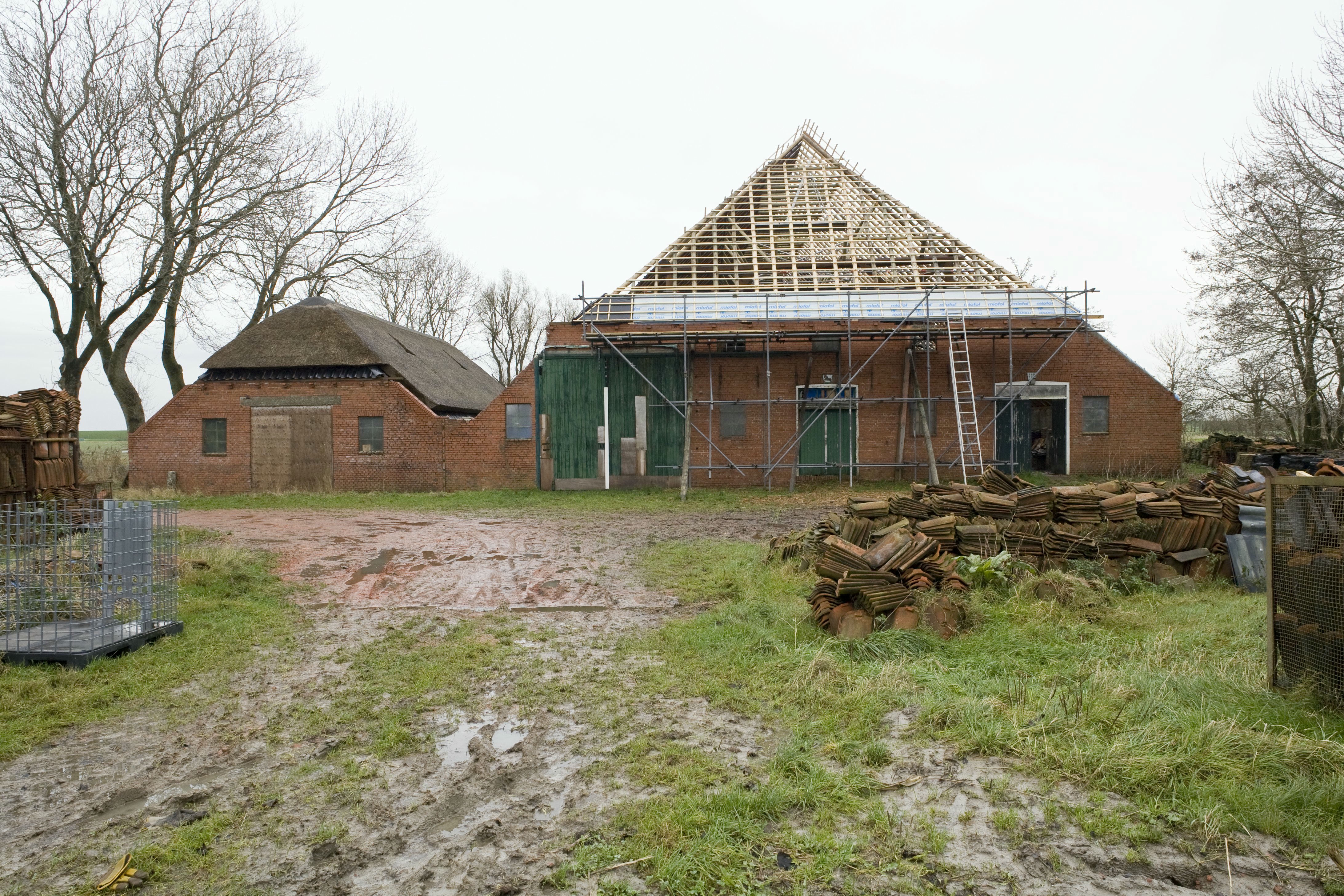
Overzicht van de achtergevels tijdens de restauratie

Groningen: Steden en dorpen      Nederland: Provincies · Gemeenten